# 위험관리
위험관리(危險管理, risk management)는 금융시장의 불확실성(시장위험), 신용위험, 금융기관의 운영위험, 프로젝트 실패(기획, 개발, 생산 또는 유지보수의 모든 단계), 법적 책임, 사고, 자연 재해, 의도적인 목적으로부터의 위협, 예측할 수 없는 근본적 원인 또는 불확실한 사건에서 온다.

## 금융기관의 위험관리
금융 기관의 위험관리(危險管理)는 금융기관이 직면하는 위험을 최소화하는 것으로, 크게 시장 위험, 신용 위험, 운영 위험로 구분할 수 있다.

### 금융기관의 위험관리 영역
1. 시장 위험 관리: 시장 위험은 시장상황의 변화에 의하여 발생하는 계량적 위험으로서 금융자산의 시장 가격 변화에 의한 가치 손실 및 투자수익률을 변동에 의한 현재가치의 손실 등에 의한 위험을 의미한다. 시장 위험의 변수와 영역으로 금리 위험, 가격 위험, 환 위험 등이 있다.
2. 신용 위험 관리: 신용 위험은 지불 요구를 이행하지 못한 채무자로부터 발생하는 채무의 불이행에 의한 위험을 의미한다. 신용 위험은 대여자의 상환 불가에 따른 원금 및 이자의 손실에 의하여 금융기관의 현금흐름 손실을 발생시키거나 채권추심에 따른 비용을 발생시키는 위험 등을 포함한다.
3. 운영 위험 관리: 운영 위험은 금융기관의 영업활동에 의하여 발생할 수 있는 비계량적인 모든 위험을 의미한다. 금융기관의 프로세스나 시스템, 인적자원, 그외 기타의 사건으로 인하여 발생하는 직간접적인 위험을 포함한다.

## 의료기기의 위험관리
의료 기기의 경우 위험 관리는 사람에 대한 상해 및 재산이나 환경에 대한 손상과 관련된 위험을 확인하고 평가하며 완화시키기 위한 프로세스이다. 이에 대한 표준은 ISO 14971(영문판)이다.

### ISO 14971 의료기기의 위험관리 표준
위험 관리는 의료 기기 설계 및 개발, 생산 프로세스 및 현장 경험의 평가에 필수적인 부분이며, 모든 유형의 의료 기기에 적용 가능하다.
그것의 적용의 증거는 FDA나 한국의 식약처(MFDS)와 같은 대부분의 규제 기관에 의해 요구된다. 의료 기기의 위험 관리는 ISO 14971:2007의 표준화(ISO)를 위한 국제 제품 안전 관리 기구에 설명되어 있다. 이 표준은 관리, 책임, 위험 분석 및 평가, 위험 통제 및 라이프 사이클 위험 관리에 대한 프로세스 프레임 작업 및 관련 요건을 제공한다.
유럽 버전의 위험 관리 표준이 2009년에 업데이트되었으며, 2012년에 다시 한 번 의료 기기 지침(MDD)및 활성 이식 가능한 의료 기기 지침(AIMDD)2007년 개정판을 참조한다. EN 14971:2012의 요건은 ISO 14971-2007에 거의 동일하다. 차이는 새로운 MDD, AIMDD및 IV/DD를 참조하는 세 가지"(정보용)"Z부속 문서를 포함한다. 이 부속 문서에는 가능한 한 위험을 줄이고 의료 기기에 라벨을 붙이지 않고 설계해 위험을 완화해야 한다는 요건을 포함하는 내용 편차가 표시되어 있다.
의료 기기 산업에 의해 채택된 대표적인 위험 분석 및 평가 기법에는 위험원 분석, 결함 트리 분석(FTA), 고장 모드 및 영향 분석(FMEA), 위험 추적 가능성 분석 및 위험 분석(HAZOP)이 있다. FMEA분석은 스프레드 시트 프로그램을 사용하여 수행될 수 있다. 또한 통합 의료 장치 위험 관리 솔루션도 있다.

### 의료기기의 위험관리란?
ISO 14971에 명시된 위험 관리 프로세스는 하기의 내용을 포함한다.:
1) 환자와 의료계 종사자를 위험에 처할 수 있게 하는 의료기기와 연관된 위험 요인과 위험한 상황 확인
2) 이러한 위험의 잠재적 발생 가능성 예측과 결과 범위의 평가
3) 위험을 통제하기 위해 의료기기 혹은 생산 공정에서 능동적 안전장치의 개발과 설치
4) 위험 관리 통제 및 위험 관리 프로세스의 효율성 평가를 위한 프로세스의 주기적 리뷰 및 모니터링
위험 관리 시스템의 각 측면들은 제조사가 특정한 의료기기 설계의 전 수명주기에 걸쳐 위험을 통제하고 있음을 입증할 수 있도록 완벽히 문서화된다. 견고한 위험 관리 시스템은 또한 모든 유형의 신규 의료기기의 개발, 생산과 유통을 지원하여 중요한 가치를 제공할 수 있도록 한다. 개발 중인 제품은 디자인 초기 단계에서 더욱 철저한 검토의 대상이 된다. 이는 기능 안전성 및 사용 편의성 증진을 위한 변경과 수정의 확인 및 수행이 제품 개발 일정에 최소한의 영향을 미칠 수 있도록 한다. 특정 유형의 의료기기에 있어서, 효과적인 위험 관리 평가는 기기 재사용과 재처리와 연관된 위험을 확인할 수 있게 한다. 이 외에도 위험 관리는 더욱 빠른 시장 진입 및 경쟁력 확보와 같은 다른 이점을 가져온다.

### 의료기기의 위험관리 적용
의료기기의 위험관리 적용에 관한 ISO 14971은 IEC 60601-1(전기적 안전성) 3판, ISO 13485 (품질 경영 시스템), IEC/EN 62366 (의료기기 사용 편의성), ISO 10993 (생물학적 평가) 그리고 IEC 62304 (의료기기 소프트웨어)를 포함한 다수의 주요 의료 기기 표준을 참조로 위험 관리 원칙과 실행을 상세히 명기하고 있다. 이러한 ISO 14971 표준을 준수하는 것은 미국(U.S.), 유럽 연합 (EU), 일본, 호주 그리고 다른 주요 국제 시장의 규격 승인을 목표로 하는 의료기기 제조사에게는 필수적이다.
| ISO14971 | 단계                                    | 내용 |
| -------- | --------------------------------------- | --- |
| 4.2      | 1단계: 의료기기 관련된 특성 식별        | 의도된 용도에 따른 정상적인 사용이거나 실수/건망증/착오에 의해 일어나는 행위에서 발생할 수 있는 위해상황(예 ISO 14971의 Annex C) 파악 설명                                                                 |
| 4.3      | 2단계: 위해 요인 식별                   | 4,2항에서 언급된 위해상황이 발생할 수 있는 근본 위해요인(예 ISO 14971의 Annex E) 선정 설명 |
| 4.4      | 3단계: 위해 상황에서의 위험 산정        | 적절한 심각도 및 발생 빈도에 대한 위험 산정 설명 |
| 5        | 4단계: 위해평가                         | 산정된 위험으로부터 위험 감소가 필요한지 아닌지를 판단하는 근거에 대한 설명 |
| 6.2      | 5단계: 위험통제 대안 분석               | 위험감소를 할 수 있는 여러가지 위험통제수단 중 최적의 위험통제수단 선정 설명 |
| 6.3      | 6단계: 위험 통제 조치의 실행            | 선택된 위험 통제 조치의 구현 설명 및 위험통제조치의 효과에 대한 검증 자료의 필요성 설명 |
| 6.4      | 7단계: 잔여위험평가                     | 위험통제조치가 적용된 후, 위험관리계획에서 정의된 기준에 따라 잔여위험 평가 및 잔여위험이 허용 가능하지 않은 것으로 판정된 경우의 추가적인 위험통제조치의 적용에 대한 필요성 설명                          |
| 6.5      | 8단계; 위험/이득 분석                   | 잔여위험이 허용될 수 없는 것으로 판정되고 더 이상 위험통제가 비현실적인 경우, 의도된 용도에 따른 의료 이득이 잔여위험을 초과하는 지를 판단 및 적절한 적용의 필요성 설명                                    |
| 6.6      | 9단계; 위험통제조치로부터 발생하는 위험 | 위험통제조치로 인해 발생하는 새로운 또는 증가된 위험에 대해 ISO 14971의 4.4부터 6.5에 따른 추가적인 위험관리의 필요성 설명                                                                                 |
| 6.7      | 10단계: 위험통제의 완료                 | 제조자의 식별된 위해 상황에서 나오는 모든 위험에 대한 보증의 필요성 설명 |
| 7        | 11단계: 전체 잔여위험 허용가능성 평가   | 모든 위험통제조치가 이행되고 검증된 후, 위험관리계획에서의 정의된 기준을 활용하여 제기된 전체 잔여위험의 허용 가능 여부에 대한 결정 설명                                                                   |
| 8        | 12단계: 위험관리보고서                  | 판매 전 ISO 14971의 8에 따른 위험관리 프로세스 검토의 필요성 설명 |
| 9        | 13단계: 생산 및 생산 후 정보            | 생산 및 생산 후 단계에서 그 의료기기 또는 생산 중인 유사기기에 관한 정보 수집 및 검토를 위한 시스템 수립 및 이에 대한 문서화 유지를 수집하여 검토하기 위한 시스템을 수립하여 문서화하고 유지의 필요성 설명 |

### 위험평가
위험을 얼마나 자주 일어나는지 5가지(1~5)로 나누고, 한번 일어날때 얼마나 위험한지에 대해 5가지(A~E)로 나누어 옆 표에 기록한다. 이 위험이 초록색에 들어가면, 더 이상 위험관리할 필요가 없다는 것이고, 노란색/붉은색 영역에 들어가면 위험관리를 통해 이 위험이 초록색 범위의 위험으로 위험도를 내리도록 조치를 취해야 한다.

## 같이 보기
- 재난위기경감
- 낙관적 편향
- 사전예방원칙
- 위험회피